# Michael Adamthwaite
Michael David Adamthwaite (nacido el 1 de septiembre de 1981 en Ontario, Canadá) es un actor de doblaje canadiense, mejor conocido por haber proporcionado la voz de Jay en el programa de Cartoon Network Lego Ninjago: Masters of Spinjitzu y por interpretar a Jaffa Herak en la serie de televisión de ciencia ficción Stargate SG-1.
Volvió a proporcionarle la voz a Jay en el programa de Netflix Ninjago: Dragons Rising desde el 2023.

## Primeros años
Ingresó a las artes en su programa de teatro comunitario a mediados de la década de 1990. Luego se mudó a Vancouver, Columbia Británica, para dedicarse profesionalmente a la actuación en septiembre de 2000. En los años posteriores, Adamthwaite ha desarrollado una carrera como actor, escritor, cineasta, maestro y locutor; con casi veinte años en las artes y más de cien créditos de cine y televisión a su nombre. Además está activamente escribiendo y desarrollando múltiples guiones y ha comenzado el proceso de diseño de su primer libro, que espera publicar el próximo año.
Está casado con Danika Adamthwaite desde julio de 2006 y la pareja tiene dos hijos.